# Resava
Resava je ime za prostrane odprte površine, obrasle s travami in nizkim grmičevjem, kjer prevladujejo rastline, kot so vresa (Calluna), češminovke (Berberidaceae), borovnice in redko drevje, kot je breza.
So umetne tvorbe, posledica delovanja človeka, ki je več stoletij izsekaval gozd.
Resava je tudi ime za rastlinsko skupino, ki raste na kislih tleh, ki nastanejo zaradi izsekavanja gozdnih sestojev.

## Značilnosti
Resave se razprostirajo na ogoljenih neplodnih zemljiščih, na kislih tleh, ki so večinoma peščena in se hitro sušijo in so revna z minerali za rast rastlin. Ker so tla prepustna za vodo in je ne morejo dolgo zadrževati, resave pogosto trpijo zaradi poletne suše. Zato so požari stalna grožnja resav, zlasti zaradi višje vegetacije, ki je zelo smolnata in zato lahko vnetljiva. V značilnih skupnostih resav se je razvila edinstvena povezanost rastlin in živali, ki so prilagojene, da zdržijo v takih neprijaznih razmerah.
Mladice bora in breze se na resavah zlahka primejo. Če niso pod nadzorom (na primer rezanje, paša živine ali požar), bodo hitro prerasle vse druge rastline in jih zadušile. V preteklosti je tradicionalen podeželski način življenja, ko so ljudje mlada odrasla drevesa posekali za kurjavo in pripeljali svoje črede na pašo, da so obgrizle sadike dreves in tako preprečile rast, vzdrževal resave. Z izginotjem tradicionalnega podeželskega življenja se danes mnoge resave spreminjajo v gozdove. Čeprav ima gozd kot življenjski prostor vrednost, ki je ni mogoče zanikati, je imajo veliko več resave, zato je njihovo ohranjanje danes prednostno.
Na prvi pogled se zdi, da so površine resav precej enolične in podobne, vendar se skupnosti rastlin in živali, ki živijo v njih, močno razlikujejo. Razlike so odvisne od lokacije resav, geologije in tal, na katerih se širijo, podnebja in starosti rastlinskih združb. Vsi ti dejavniki igrajo pomembno vlogo pri določanju vrst, ki bodo živele na posameznem območju.
Resave se lahko razdelijo na tri glavne vrste glede na vlažnost tal:
- Močvirne resave se širijo na območjih, na katerih je vodostaj visok ali leži na neprepustni kamnini ali glini, ki preprečuje odcejanje vode. Take resave imajo podzemne vode blizu površine tal.
- Suhe resave se pojavljajo na vodoprepustnih terenih, kjer je nivo podzemne vode globoko pod površino tal.
- Vlažne resave so sredi med tema dvema tipoma.

Raznovrstnost vrst, ki živijo na posamezni resavi, se poveča s stopnjo vlage v tleh. Tako v  močvirnatih resavah živi veliko več vrst kot na suhih. Na močvirnih raste veliko vrst močvirnih vresovk, trav in mahov (šotni mah). Na suhih resavah običajno prevladujejo vresa (Calluna vulgaris) in Erica cinerea ter hrgovec (Ulex europaeus).
Resave so dom številnih živalskih vrst. Tu je približno 5000 vrst nevretenčarjev, med drugim kobilice, črički, hrošči, kačji pastirji, molji, kožekrilci (mravlje, ose, čebele) in pajki, od katerih so mnoge danes redke.

## Galerija
- Lüneburška resava, antropogena resava v Spodnji Saški, severna Nemčija
- Fynbos, Južna Afrika
- Resava v Woodburyju, Devon, z vijoličnimi Calluna vulgaris in rumenimi Ulex gallii
- Resava v Kraljevem narodnem parku, Sydney